# Paco Alcácer
Francisco Alcácer García (Torrente, Valencia, 30 de agosto de 1993), más conocido como Paco Alcácer, es un futbolista español que juega como delantero en el Sharjah F. C. de la UAE Pro League. Ha sido internacional con la selección de España en 19 ocasiones, anotando 12 goles.

## Trayectoria

### Inicios
Dio sus primeros pasos en el CD Monte-Sión de Torrente, localidad próxima a la ciudad de Valencia, y más tarde comenzó a despuntar en el principal club de la ciudad, el Torrent. Más tarde pasó a las categorías inferiores del Valencia C. F. hasta llegar a consolidarse en su equipo filial, el Valencia CF Mestalla.
Debutó con solo 17 años, en partido oficial con el primer equipo el 11 de noviembre de 2010, en la vuelta de los dieciseisavos de final de la Copa del Rey, frente a la UD Logroñés, con victoria por 4-1, junto a otro canterano como Isco Alarcón, de la mano del técnico Unai Emery.
Tras el Europeo sub-19 de 2011, realizó la pretemporada 2011-12 con el primer equipo, y consiguió anotar su primer gol con la camiseta valencianista en la 40.ª edición del Trofeo Naranja, celebrado en el Estadio de Mestalla el 12 de agosto de 2011 frente a la Roma. Un dramático capítulo de la vida del futbolista ocurrió cuando, al finalizar este encuentro, en las proximidades del estadio, falleció repentinamente su padre.
En la temporada 2011-12, participó en el Valencia CF Mestalla, pero debutó en la Primera División el 14 de enero de 2012 frente a la Real Sociedad en Mestalla, con 18 años de edad, entrando al terreno de juego en el minuto 70 en sustitución del lesionado Sofiane Feghouli para intentar remontar el partido, cosa que no sucedió al caer derrotados por 0-1. No tuvo continuidad en el equipo de Unai Emery, más allá de algunos entrenamientos con el primer equipo.
Renovó su contrato con el Valencia hasta 2016, blindando así con una cláusula de rescisión de 18'5 millones de euros al joven, que empezaba a recibir ofertas de grandes equipos nacionales e internacionales.
La pretemporada 2012-13 la realizó nuevamente con el primer equipo del Valencia de la mano del nuevo técnico Mauricio Pellegrino, quien declaró en diversas ocasiones que deseaba contar con el jugador para la primera plantilla. Aun así el director deportivo Braulio Vázquez decidió incorporar un delantero con mayor experiencia como Nelson Haedo Valdez y cedió a Paco Alcácer al Getafe con una cláusula de disputar como mínimo 20 partidos durante la temporada; no siendo así, el club madrileño debería compensar con una cantidad económica al Valencia.

### Getafe

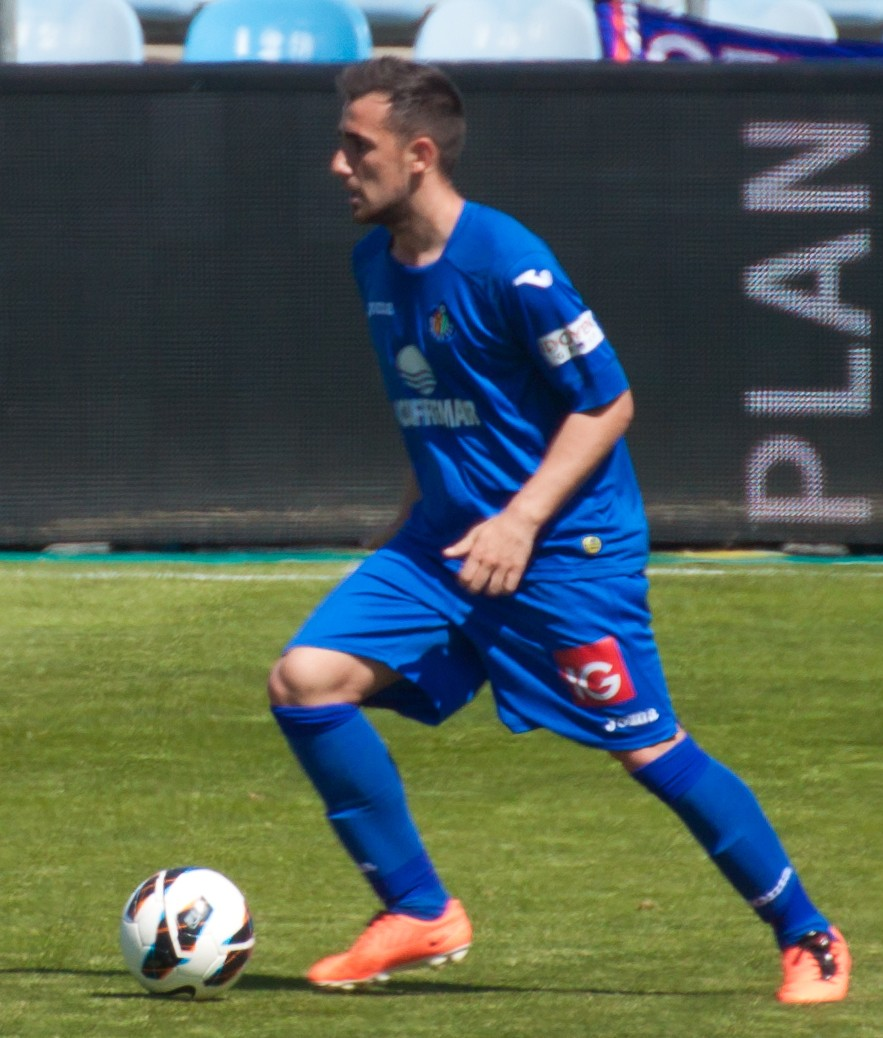
Jugando con el Getafe.

El 29 de agosto de 2012 firmó el contrato que le vinculaba un año con el Getafe en calidad de cedido durante la temporada 2012-13. A pesar de partir como uno de los posibles delanteros titulares, el técnico Luis García Plaza no contó en exceso con él y fue superado en la titularidad por los delanteros Álvaro Vázquez y Adrián Colunga, lo cual le impidió tener continuidad en el equipo.
Su primer gol oficial llegó en Copa del Rey el 1 de noviembre de 2012, cerrando la goleada 0-4 en la ida de los dieciseisavos de final frente a la Ponferradina en El Toralín. No logró marcar en Liga hasta la jornada 18, el 7 de enero de 2013, cuando anotó el primer gol de su carrera en la Liga BBVA en el estadio de Vallecas al cabecear un centro al área y convertirlo en el único tanto del Getafe en la derrota 3-1 frente al Rayo Vallecano. La jornada siguiente fue titular y anotó el segundo gol del Getafe en el empate 2-2 contra el Granada. Sin continuidad, no volvió a marcar hasta la jornada 31 en la derrota 2-1 frente al Real Valladolid, gol que sería su último tanto en Liga con el equipo azulón, más el conseguido en Copa.

### Valencia

#### 2013-14

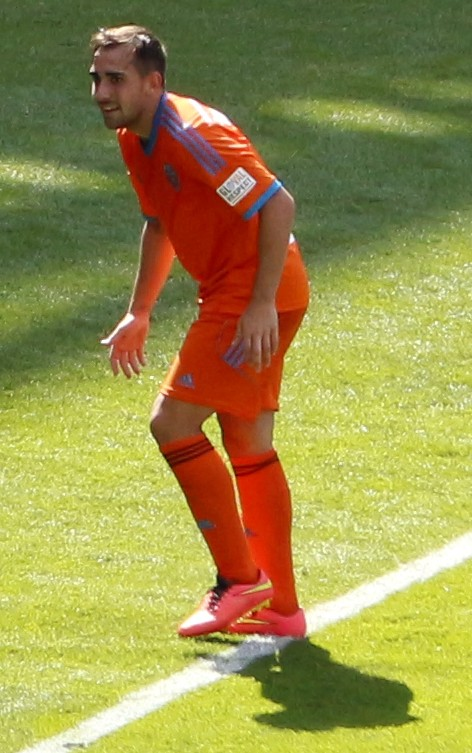
Jugando con el Valencia CF.

Tras finalizar su cesión en Getafe volvió, al Valencia para realizar la pretemporada con el primer equipo. El equipo se había desprendido de dos de sus delanteros: Roberto Soldado y Nelson Valdez, y había fichado solamente a Hélder Postiga. Muchos pensaban que Paco Alcácer era demasiado joven e inexperto para ser el delantero centro suplente, por lo que preferían otra cesión para el jugador y pedían el fichaje de otro delantero, pero finalmente el presidente Amadeo Salvo, el director deportivo Braulio Vázquez y el entrenador Miroslav Djukic decidieron que Paco podía desempeñar esa función de segundo delantero de la plantilla, a pesar de la presencia en el equipo de Jonas Gonçalves y de la llegada de otro hombre de ataque como Dorlan Pabón.
Empezó la temporada 2013-14 y era habitual ver a Paco Alcácer fuera de las convocatorias. Pero llegó la Europa League y con ella las rotaciones de jugadores. Fue titular ante el Kuban Krasnodar el 3 de octubre de 2013 y consiguió marcar su primer gol oficial con la camiseta del Valencia. Su gran actuación, junto con la mala racha de Hélder Postiga, hicieron que Miroslav Djukic confiara en Alcácer como titular en varios partidos de Liga. En la Europa League consiguió anotar otro gol ante el St. Gallen y otro más contra el Kuban Krasnodar en Mestalla el 12 de diciembre de 2013, su primer gol oficial en este estadio. Anotó además un gol en la Copa del Rey, y se estrenó como goleador en la Liga el 25 de enero de 2014, ya con Juan Antonio Pizzi como técnico, y frente al R. C. D. Espanyol en Mestalla. La siguiente jornada consiguió el gol de la inesperada victoria 2-3 frente al F. C. Barcelona en el Camp Nou.
Durante la segunda vuelta del campeonato Paco ya se había convertido en el máximo goleador del equipo sumando todas las competiciones, superando al brasileño Jonas Gonçalves. Era titular indiscutible junto al chileno Eduardo Vargas, llegado en el mercado de invierno. El 10 de abril de 2014 logró un hat-trick en la victoria por 5-0 contra el Basilea en la vuelta de los cuartos de final de la Europa League (partido conocido entre el valencianismo como la reAmuntada), permitiendo así que el Valencia pasara a las semifinales de la competición tras remontar el 3-0 en contra de la ida. En dicha semifinal recibió una tarjeta amarilla en la ida en el Sánchez Pizjuán frente al Sevilla (provocada por el guardameta Beto, el cual simuló una falta), la cual le impidió estar con el equipo en el decisivo encuentro de vuelta en Estadio de Mestalla. Sus 6 goles en Liga, 1 gol en Copa y 7 goles en Europa sumaron los 14 goles con los que fue el máximo goleador del equipo esta temporada.

#### 2014-15

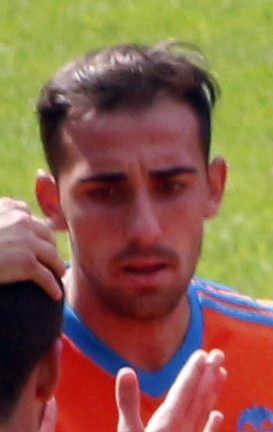
Jugando con el Valencia.

En el ambicioso proyecto de Peter Lim, Alcácer inicia la temporada 2014-15 como la referencia en ataque valencianista, completando una potente delantera española junto con Rodrigo Moreno y Álvaro Negredo, que estuvo lesionado los primeros meses del campeonato. Un genial inicio goleador con 4 goles en 5 jornadas se unió a la convocatoria del jugador para la selección de España de Vicente del Bosque, donde anotó 3 goles en sus 3 primeras participaciones. Esto le lleva a ser uno de los delanteros de referencia en el fútbol español, formando parte del once ideal de la LFP del mes de septiembre de 2014. Es entonces cuando el Valencia CF inicia los contactos para mejorar y renovar el contrato del jugador.
Se estanca un poco su racha goleadora y Álvaro Negredo, tras su recuperación física, participa en más encuentros como titular, pero Paco Alcácer logra anotar 3 goles en la Copa del Rey. El 27 de enero de 2015 se hace oficial su ampliación de contrato con el Valencia CF hasta el año 2020, con una cláusula de rescisión de 80 millones de euros.
Después de una lesión de rodilla que lo apartó de los terrenos de juego, vuelve su titularidad y su olfato goleador consiguiendo marcar seis goles en los últimos doce partidos, entre ellos un importante gol en el Bernabéu adelantando al Valencia, y también el gol definitivo en la última jornada que dio la victoria por 2-3 al equipo frente al Almería, dando así la clasificación del club para la fase previa de la Liga de Campeones.

#### 2015-16
La temporada 2015-16 parecía partir como titular pero no fue así. Solo fue titular en dos de las siete primeras jornadas de Liga, más un partido de la fase previa de Liga de Campeones en Mestalla frente al Mónaco. Aun así disfrutaba de minutos en casi todos los encuentros entrando como revulsivo en sustitución de Álvaro Negredo. Anotó su primer gol de la temporada en El Molinón en la 3.ª jornada, justo en el descuento para dar la victoria 0-1 al equipo, a puerta vacía tras centro de Bakkali. A pesar de tener pocos minutos en el equipo siguió marcando con la selección. Tras la destitución del técnico Nuno, el nuevo entrenador Gary Neville haría a Alcácer capitán y delantero centro titular del equipo. Luego con Pako Ayestaran continuó siendo el delantero titular del equipo y consiguió su primer hat-trick en Liga ante el Eibar en Mestalla en la antepenúltima jornada. Terminó el campeonato con 13 goles y 7 asistencias en 35 participaciones en liga, números que no le sirvieron para ser convocado por Vicente del Bosque para disputar la Eurocopa 2016 pese a haber sido el máximo goleador de la selección en la fase de clasificación.
En el verano de 2016 inició la temporada disputando la primera jornada en Mestalla frente a la U. D. Las Palmas, pero en la segunda jornada fue suplente al estar próximo su traspaso al F. C. Barcelona por 30 millones de euros. Durante el mes de agosto recibió la oferta culé y pidió al club que la escuchara ya que quería dar un paso adelante en su carrera.

### Barcelona
Pese a hacer la pretemporada con el Valencia C. F. a las órdenes de Pako Ayestarán y ser el delantero centro titular tras la salida de Negredo, aceptó la llamada del Fútbol Club Barcelona y aprovechó la oportunidad. La buena relación entre sus agentes (Toldrá Consulting), Robert Fernández (director deportivo barcelonista), Josep Maria Bartomeu (presidente del Barcelona) y Peter Lim (máximo accionista del Valencia) lograron materializar el traspaso del delantero el 30 de agosto de 2016 al club culé a cambio de 30 millones de euros más 2 millones en variables. Firmó por 5 temporadas con una cláusula de rescisión de 100 millones de euros.
Debutó el 10 de septiembre en el Camp Nou ante el Deportivo Alavés en la tercera jornada, siendo el cuarto delantero del equipo, suplente habitual del famoso trident formado por Messi, Luis Suárez y Neymar en el equipo dirigido por Luis Enrique.
En la primera vuelta de la temporada, de los treinta partidos oficiales sólo fue titular en seis encuentros: dos de liga (ante Deportivo Alavés y Málaga C. F.), dos de Liga de Campeones (los dos ante Borussia Mönchengladbach) y dos de Copa (ambos ante el Hércules C. F.). Finalmente, tras casi cuatro meses en el club, anotó su primer gol el 21 de diciembre en la vuelta de la eliminatoria de la Copa del Rey frente al Hércules C. F. en el Camp Nou, marcando el quinto gol en la goleada 7-0.
En Liga llegó su primer gol el 4 de febrero de 2017 en la disputa de la 21.ª jornada contra el Athletic en el Camp Nou. Volvió a marcar en la 25.ª jornada en la goleada 6-1 ante el Real Sporting de Gijón, en la 29.ª frente al Granada C. F. en otra goleada 1-4 y en la victoria 3-2 frente a la Real Sociedad en la 32.ª jornada. Marcó su primer doblete con el F. C. Barcelona el 26 de abril de 2017 en la goleada frente al C. A. Osasuna 7-1 de la jornada 34.ª. El 27 de mayo de 2017 consiguió su primer título como jugador culé, ganando la Copa del Rey frente al Deportivo Alavés, siendo titular y marcando el tercer gol del conjunto azulgrana para el definitivo 3-1. Así, puso fin a su primera campaña en el club blaugrana con ocho tantos en 28 partidos.
En la temporada 2017-18 logró siete tantos en apenas 1000 minutos de competición, conquistando los títulos de Liga y Copa.

### Borussia Dortmund
El 28 de agosto de 2018 el F. C. Barcelona hizo oficial su cesión al Borussia Dortmund por una temporada a cambio de 2 millones de euros, haciéndose el club alemán cargo de la ficha, con una opción de compra de 23 millones de euros más 5 en variables. Su arranque goleador fue espectacular logrando seis goles en apenas 81 minutos repartidos en tres encuentros de Bundesliga (incluido un hat-trick tras salir en el minuto 60) y un gol en un partido en Liga de Campeones. Ese buen comienzo de temporada hizo que el Borussia Dortmund ejerciera la opción de compra en noviembre de 2018 y el jugador firmara hasta 2023.

### Villarreal y Emiratos Árabes Unidos
El 30 de enero de 2020 el Villarreal C. F. hizo oficial su fichaje hasta junio de 2025. Tres días después anotó su primer gol con el conjunto groguet en el partido de su debut.
Después de dos temporadas y media en el club, el 17 de agosto de 2022 se anunció su cesión al Sharjah F. C. Sin embargo, dos días después el conjunto emiratí anuló el préstamo de forma unilateral y el Villarreal C. F. llegó a un acuerdo con el jugador para rescindir su contrato. A su vez, el propio jugador confirmó que iba a jugar en el Sharjah F. C. los siguientes tres años. En sus primeros meses en el equipo ganó la Copa Presidente de Emiratos Árabes Unidos después de marcar el único gol de la final. Después de haber iniciado su segunda temporada en el equipo, el 15 de septiembre de 2023 fue cedido hasta el final de la misma al Emirates Club.

## Selección nacional

### Categorías inferiores
Fue convocado por la selección sub-17 de España para disputar en mayo de 2010 el Campeonato Europeo Sub-17 de la UEFA 2010 en Liechtenstein, donde la selección quedó subcampeona y Paco Alcácer máximo goleador del campeonato con 6 goles.
A finales de julio de 2011 disputó con la selección sub-19 el Campeonato Europeo de la UEFA Sub-19 2011 en Rumanía, donde España se proclama campeona de Europa en esta categoría y Alcácer colaboró con 3 goles, dos de ellos en la prórroga de la final contra la República Checa.
En julio de 2012 participó en el Campeonato Europeo de la UEFA Sub-19 2012 en Estonia con la selección sub-19, que se proclama nuevamente campeona de Europa en esta categoría y el futbolista colabora como segundo máximo goleador de la selección con 2 goles, uno frente a la anfitriona Estonia y el más importante, en las semifinales frente a Francia, que casi da el triunfo a los españoles, pero tras la prórroga se llegó a la tanda de penaltis. En los lanzamientos anotó el suyo, ayudando así en la clasificación de la selección para la final, en la que vencieron finalmente a Grecia.
En verano de 2013 participa en la Copa Mundial Sub-20 celebrada en Turquía con la selección española sub-20. También ha sido internacional sub-21 en una ocasión, en un amistoso disputado en febrero de 2013 ante Bélgica.
| Campeonato                     | Sede          | Equipo | Resultado        | Partidos | Goles |
| ------------------------------ | ------------- | ------ | ---------------- | -------- | ----- |
| Campeonato Europeo Sub-17 2010 | Liechtenstein | España | Subcampeón       | 5        | 6     |
| Campeonato Europeo Sub-19 2011 | Rumania       | España | Campeón          | 9        | 4     |
| Campeonato Europeo Sub-19 2012 | Estonia       | España | Campeón          | 4        | 2     |
| Copa Mundial Sub-20 de 2013    | Turquía       | España | Cuartos de final | 7        | 3     |

### Selección absoluta
El 29 de agosto de 2014, un día antes de cumplir 21 años, llegó su primera convocatoria con la selección absoluta, sin haber participado con la selección sub-21, de la mano del seleccionador Vicente del Bosque, para disputar dos partidos: un amistoso contra Francia en París, y el primero de la fase clasificatoria para la Eurocopa 2016 ante Macedonia en Valencia. Debutó en el primero de ellos el 4 de septiembre de 2014 en el Stade de France en el minuto 67 sustituyendo al delantero titular Diego Costa, con derrota por 1-0. En el segundo partido, disputado en el Estadio Ciudad de Valencia el 8 de septiembre, fue el "9" titular por la baja de Diego Costa por lesión, y marcó su primer gol como internacional absoluto en el minuto 16 del encuentro, logrando así el segundo tanto de la goleada 5-1 a Macedonia. Fue sustituido en el minuto 56 por Isco.
El 9 de octubre de 2014 anotó su segundo gol con la selección absoluta al marcar el único gol de España frente a Eslovaquia, que no pudo evitar la derrota por 2-1. Entró al terreno de juego en el minuto 70 sustituyendo a Silva y consiguió el gol en el minuto 82.
El 12 de octubre de 2014 marcaría su tercer gol en tan solo cuatro partidos disputados, esta vez ante la selección de Luxemburgo, al recibir un balón en la parte derecha del área y rematar de primeras para anotar un gol. El cuarto gol lo logró en un partido amistoso frente a Costa Rica en León.
Justo un año después de marcar su segundo gol, el 9 de octubre de 2015, Paco Alcácer firmó su mejor actuación con la selección absoluta hasta la fecha, con dos goles anotados frente a Luxemburgo en la victoria por 4-0 que permitió la clasificación del equipo para la Eurocopa 2016. Estos goles le hicieron ser el máximo goleador de la selección en la fase de clasificación con cinco goles. logrando una gran efectividad muy por encima de otros delanteros como Diego Costa y Álvaro Morata.
El 4 de octubre de 2018, tras un buen inicio con el Borussia Dortmund, fue convocado por Luis Enrique tras dos años y medio de ausencia. En su primer encuentro logró un doblete en un amistoso ante Gales (1-4).

### Participaciones en fases de clasificación
| Clasificación                       | Resultado   | Partidos | Goles |
| ----------------------------------- | ----------- | -------- | ----- |
| Clasificación para la Eurocopa 2016 | Clasificado | 8        | 5     |
| Clasificación para el Mundial 2018  | Clasificado | 0        | 0     |
| Clasificación para la Eurocopa 2020 | Clasificado | 2        | 3     |

### Participaciones en Liga de Naciones
| Eliminatorias            | Resultado      | Partidos | Goles |
| ------------------------ | -------------- | -------- | ----- |
| Liga de Naciones 2018-19 | Fase de grupos | 1        | 1     |

### Goles internacionales
| Goles con la selección de España | Goles con la selección de España | Goles con la selección de España               | Goles con la selección de España | Goles con la selección de España | Goles con la selección de España | Goles con la selección de España    | Goles con la selección de España |
| Gol                              | Fecha                            | Sede                                           | Oponente                         | Marcador                         | Resultado                        | Competencia                         |                                  |
| -------------------------------- | -------------------------------- | ---------------------------------------------- | -------------------------------- | -------------------------------- | -------------------------------- | ----------------------------------- | -------------------------------- |
| 1.                               | 8 de septiembre de 2014          | Ciudad de Valencia, Valencia, España           | Macedonia del Norte              | 2 - 0                            | 5 – 1                            | Clasificación para la Eurocopa 2016 |                                  |
| 2.                               | 9 de octubre de 2014             | Štadión pod Dubňom, Žilina, Eslovaquia         | Eslovaquia                       | 1 - 1                            | 2 – 1                            | Clasificación para la Eurocopa 2016 |                                  |
| 3.                               | 12 de octubre de 2014            | Josy Barthel, Ciudad de Luxemburgo, Luxemburgo | Luxemburgo                       | 0 - 2                            | 0 – 4                            | Clasificación para la Eurocopa 2016 |                                  |
| 4.                               | 11 de junio de 2015              | Municipal Reino de León, León, España          | Costa Rica                       | 1 - 1                            | 2 – 1                            | Amistoso                            |                                  |
| 5.                               | 9 de octubre de 2015             | Las Gaunas, Logroño, España                    | Luxemburgo                       | 2 - 0                            | 4 – 0                            | Clasificación para la Eurocopa 2016 |                                  |
| 6.                               | 9 de octubre de 2015             | Las Gaunas, Logroño, España                    | Luxemburgo                       | 3 - 0                            | 4 – 0                            | Clasificación para la Eurocopa 2016 |                                  |
| 7.                               | 11 de octubre de 2018            | Millennium Stadium, Cardiff, Gales             | Gales                            | 0 - 1                            | 1 – 4                            | Amistoso                            |                                  |
| 8.                               | 11 de octubre de 2018            | Millennium Stadium, Cardiff, Gales             | Gales                            | 0 - 3                            | 1 – 4                            | Amistoso                            |                                  |
| 9.                               | 15 de octubre de 2018            | Benito Villamarín, Sevilla, España             | Inglaterra                       | 1 - 3                            | 2 – 3                            | Liga de Naciones de la UEFA 2018-19 |                                  |
| 10.                              | 5 de septiembre de 2019          | Arena Națională, Bucarest, Rumania             | Rumania                          | 0 - 2                            | 1 – 2                            | Clasificación para la Eurocopa 2020 |                                  |
| 11.                              | 8 de septiembre de 2019          | El Molinón, Gijón, España                      | Islas Feroe                      | 3 - 0                            | 4 – 0                            | Clasificación para la Eurocopa 2020 |                                  |
| 12.                              | 8 de septiembre de 2019          | El Molinón, Gijón, España                      | Islas Feroe                      | 4 - 0                            | 4 – 0                            | Clasificación para la Eurocopa 2020 |                                  |

## Estadísticas

### Clubes
Actualizado al último partido disputado el 11 de enero de 2025.
| Club | Div.          | Temporada     | Liga  | Liga  | Liga   | Copas (2) | Copas (2) | Copas (2) | Internacional (3) | Internacional (3) | Internacional (3) | Total (4) | Total (4) | Total (4) | Media goleadora |
| Club | Div.          | Temporada     | Part. | Goles | Asist. | Part.     | Goles     | Asist.    | Part.             | Goles             | Asist.            | Part.     | Goles     | Asist.    | Media goleadora |
| --- | ------------- | ------------- | ----- | ----- | ------ | --------- | --------- | --------- | ----------------- | ----------------- | ----------------- | --------- | --------- | --------- | --------------- |
| Valencia C. F. Mestalla · España | 2.ª B         | 2009-10       | 15    | 3     | 0+     | —         | —         | —         | —                 | —                 | —                 | 15        | 3         | 0+        | 0.2             |
| Valencia C. F. Mestalla · España | 3.ª           | 2010-11       | 20    | 26    | 0+     | —         | —         | —         | —                 | —                 | —                 | 20        | 26        | 0+        | 1.3             |
| Valencia C. F. · España | 1.ª           | 2010-11       | 0     | 0     | 0      | 1         | 0         | 0         | —                 | —                 | —                 | 1         | 0         | 0         | 0               |
| Valencia C. F. Mestalla · España | 2.ª B         | 2011-12       | 24    | 12    | 0+     | —         | —         | —         | —                 | —                 | —                 | 24        | 12        | 0+        | 0.5             |
| Valencia C. F. Mestalla · España | Total club    | Total club    | 59    | 41    | 0+     | 0         | 0         | 0         | 0                 | 0                 | 0                 | 59        | 41        | 0+        | 0.69            |
| Valencia C. F. · España | 1.ª           | 2011-12       | 3     | 0     | 0      | 0         | 0         | 0         | —                 | —                 | —                 | 3         | 0         | 0         | 0               |
| Getafe C. F. · España | 1.ª           | 2012-13       | 20    | 3     | 1      | 3         | 1         | 0         | —                 | —                 | —                 | 23        | 4         | 1         | 0.17            |
| Valencia C. F. · España | 1.ª           | 2013-14       | 23    | 6     | 2      | 3         | 1         | 0         | 11                | 7                 | 1                 | 37        | 14        | 3         | 0.38            |
| Valencia C. F. · España | 1.ª           | 2014-15       | 32    | 11    | 5      | 4         | 3         | 0         | —                 | —                 | —                 | 36        | 14        | 5         | 0.39            |
| Valencia C. F. · España | 1.ª           | 2015-16       | 34    | 13    | 6      | 3         | 2         | 1         | 9                 | 0                 | 0                 | 46        | 15        | 8         | 0.33            |
| Valencia C. F. · España | 1.ª           | 2016-17       | 1     | 0     | 0      | 0         | 0         | 0         | —                 | —                 | —                 | 1         | 0         | 0         | 0               |
| Valencia C. F. · España | Total club    | Total club    | 93    | 30    | 13     | 11        | 6         | 1         | 20                | 7                 | 0                 | 124       | 43        | 15        | 0.35            |
| F. C. Barcelona · España | 1.ª           | 2016-17       | 20    | 6     | 3      | 4         | 2         | 0         | 3                 | 0                 | 1                 | 27        | 8         | 4         | 0.3             |
| F. C. Barcelona · España | 1.ª           | 2017-18       | 17    | 4     | 4      | 4         | 2         | 0         | 2                 | 1                 | 0                 | 23        | 7         | 4         | 0.3             |
| F. C. Barcelona · España | Total club    | Total club    | 37    | 10    | 7      | 8         | 4         | 0         | 5                 | 1                 | 1                 | 50        | 15        | 8         | 0.3             |
| Borussia Dortmund · Alemania | 1.ª           | 2018-19       | 26    | 18    | 0      | 1         | 0         | 1         | 5                 | 1                 | 1                 | 32        | 19        | 2         | 0.59            |
| Borussia Dortmund · Alemania | 1.ª           | 2019-20       | 11    | 5     | 1      | 2         | 2         | 0         | 2                 | 0                 | 1                 | 15        | 7         | 2         | 0.47            |
| Borussia Dortmund · Alemania | Total club    | Total club    | 37    | 23    | 1      | 3         | 2         | 1         | 7                 | 1                 | 2                 | 47        | 26        | 4         | 0.55            |
| Villarreal C. F. · España | 1.ª           | 2019-20       | 13    | 4     | 1      | 1         | 0         | 0         | —                 | —                 | —                 | 14        | 4         | 1         | 0.29            |
| Villarreal C. F. · España | 1.ª           | 2020-21       | 27    | 6     | 4      | 2         | 0         | 0         | 10                | 6                 | 1                 | 39        | 12        | 5         | 0.31            |
| Villarreal C. F. · España | 1.ª           | 2021-22       | 18    | 1     | 3      | 2         | 3         | 2         | 3                 | 1                 | 0                 | 23        | 5         | 5         | 0.22            |
| Villarreal C. F. · España | Total club    | Total club    | 58    | 11    | 8      | 5         | 3         | 2         | 13                | 7                 | 1                 | 76        | 21        | 11        | 0.28            |
| Sharjah F. C. · EAU | 1.ª           | 2022-23       | 25    | 8     | 7      | 11        | 2         | 1         | —                 | —                 | —                 | 36        | 10        | 8         | 0.28            |
| Sharjah F. C. · EAU | 1.ª           | 2023-24       | 2     | 1     | 1      | ―         | ―         | ―         | 1                 | 0                 | 0                 | 3         | 1         | 1         | 0.33            |
| Emirates Club · EAU | 1.ª           | 2023-24       | 22    | 8     | 2      | 1         | 0         | 0         | ―                 | ―                 | ―                 | 23        | 8         | 2         | 0.35            |
| Emirates Club · EAU | Total club    | Total club    | 22    | 8     | 2      | 1         | 0         | 0         | 0                 | 0                 | 0                 | 23        | 8         | 2         | 0.35            |
| Sharjah F. C. · EAU | 1.ª           | 2024-25       | 7     | 0     | 2      | 3         | 0         | 0         | 4                 | 1                 | 0                 | 14        | 1         | 2         | 0.07            |
| Sharjah F. C. · EAU | Total club    | Total club    | 34    | 9     | 10     | 14        | 2         | 1         | 5                 | 1                 | 0                 | 53        | 12        | 11        | 0.23            |
| Total carrera | Total carrera | Total carrera | 360   | 135   | 42     | 45        | 18        | 5         | 50                | 17                | 5                 | 455       | 170       | 52        | 0.37            |
| (1) Incluye datos de la Copa del Rey / Supercopa (2013-act.). En caso de equipo filial se refiere a los partidos de play-off (2010-12). (2) Incluye datos de la Liga Europa de la UEFA (2012-13); Liga de Campeones de la UEFA (2013-act.). (3) No incluye goles en partidos amistosos. |               |               |       |       |        |           |           |           |                   |                   |                   |           |           |           |                 |

### Tripletes
| 1 | 18 de octubre de 2009 | Concordia, Chiajna                         | Lituania sub-17 - España sub-17     |  | 1 - 9 | Primera Ronda Eliminatoria a la Eurocopa Sub-17 2010 |
| 2 | 21 de mayo de 2010    | Rheinpark, Vaduz                           | España sub-17 - Suiza sub-17        |  | 4 - 0 | Eurocopa Sub-17 de la UEFA 2010                      |
| 3 | 1 de febrero de 2011  | Pepe Gonçalvez, Las Palmas de Gran Canaria | España sub-18 - Suiza sub-18        |  | 4 - 0 | Amistoso                                             |
| 4 | 28 de agosto de 2011  | Ciutat Esportiva, Paterna                  | Valencia Mestalla - Lleida Esportiu |  | 3 - 3 | Segunda División B 2011-12                           |
| 5 | 23 de octubre de 2011 | Ciudad Deportiva, Cuarte de Huerva         | Real Zaragoza B - Valencia Mestalla |  | 2 - 3 | Segunda División B 2011-12                           |
| 6 | 10 de abril de 2014   | Mestalla, Valencia                         | Valencia C. F. - F. C. Basilea      |  | 5 - 0 | Liga Europa de la UEFA 2013-14                       |
| 7 | 20 de abril de 2016   | Mestalla, Valencia                         | Valencia C. F. - S. D. Eibar        |  | 4 - 0 | Primera División 2015-16                             |
| 8 | 6 de octubre de 2018  | Signal Iduna Park, Dortmund                | Borussia Dortmund - F. C. Augsburgo |  | 4 - 3 | 1. Bundesliga 2018-19                                |

## Palmarés

### Títulos nacionales
| Título                                     | Club              | País     | Año  |
| ------------------------------------------ | ----------------- | -------- | ---- |
| Copa del Rey                               | F. C. Barcelona   | España   | 2017 |
| Copa del Rey                               | F. C. Barcelona   | España   | 2018 |
| Liga de España                             | F. C. Barcelona   | España   | 2018 |
| Supercopa de España                        | F. C. Barcelona   | España   | 2018 |
| Supercopa de Alemania                      | Borussia Dortmund | Alemania | 2019 |
| Copa Presidente de Emiratos Árabes Unidos  | Sharjah F. C.     | EAU      | 2022 |
| Supercopa de los Emiratos Árabes Unidos    | Sharjah F. C.     | EAU      | 2022 |
| Copa Presidente                            | Sharjah F. C.     | EAU      | 2023 |
| Copa de Liga de los Emiratos Árabes Unidos | Sharjah F. C.     | EAU      | 2023 |

### Títulos internacionales
| Título                        | Club (*)         | Sede    | Año  |
| ----------------------------- | ---------------- | ------- | ---- |
| Europeo Sub-19                | España (sub-19)  | Rumania | 2011 |
| Europeo Sub-19                | España (sub-19)  | Estonia | 2012 |
| Liga Europa de la UEFA        | Villarreal C. F. | Gdansk  | 2021 |
| Liga de Campeones 2 de la AFC | Sharjah F. C.    | Kallang | 2025 |

(*) Incluyendo la selección.

### Distinciones individuales
| Distinción                                                | Año  |
| --------------------------------------------------------- | ---- |
| Seleccionado en el Once de Plata del Fútbol Draft.        | 2013 |
| Seleccionado en el Once de Oro del Fútbol Draft.          | 2014 |
| Baló d'Or Superdeporte.                                   | 2014 |
| Máximo goleador del Campeonato Europeo Sub-17 de la UEFA. | 2010 |